# Yesterday (cântec)
Yesterday este un cântec al formației rock engleze Beatles de pe albumul lor din 1965, Help!. Conform Cartea recordurilor piesa Yesterday este cea mai interpretată piesă din toate timpurile. Piesa conține peste 3000 de variante de interpretare ale altor formații/interpreți. Prima interpretare a apărut în  Regatul Unit după trei luni de la lansarea albumului Help!. Broadcast Music Incorporated (abreviat BMI) afirmă că piesa a avut peste șapte milioane de variante alor ceilalți artiști. În ciuda faptului că nu a fost niciodată un single în Regatul Unit, piesa „Yesterday” a fost votată cea mai bună piesă într-un sondaj lansat de către profesioniștii în muzică de la BBC Radio 2 și ascultătorii acestuia, devenind astfel cea mai interpretată piesă a secolului XX-lea.
Piesa „Yesterday” este de forma unei balade acustice, fiind și prima înregistrare de către Beatles ce era interpretată numai de un membru al trupei și anume Paul McCartney. Varianta de studio, ce apare și pe albumul Help! a fost una din cele mai bune piese pe care trupa le-a compus vreodată, fapt pentru care cei trei membrii ai trupei au stabilit ca piesa să fie lansată ca single în Regatul Unit. Aparent piesa era scrisă de către Lennon și McCartney, însă numai McCartney a scris-o.

## Originile

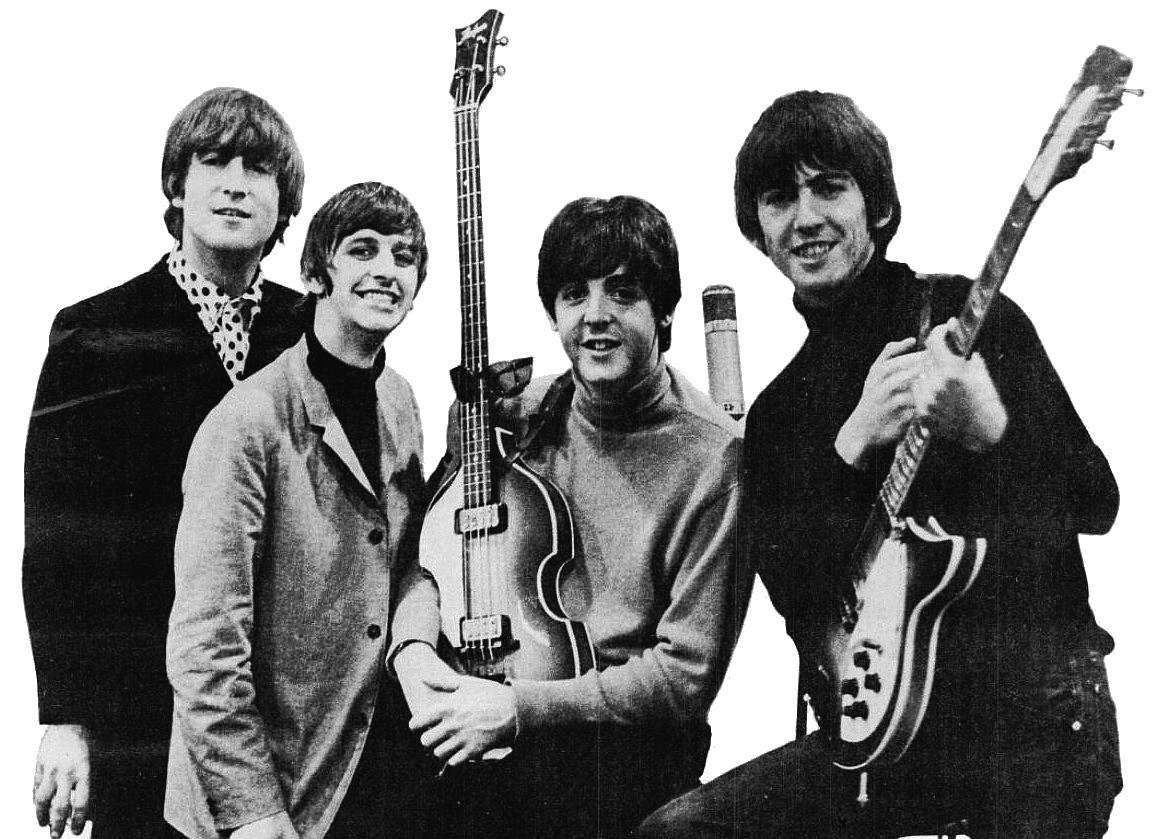
Formația The Beatles în 1965

Conform biografilor lui McCartney și Beatles, McCartney a compus întreaga melodie după un vis ce l-a avut în casa familiei prietenei sale de pe strada Wimpole Street unde se afla cu prietena lui, Jane Asher. Când s-a trezit, a fugit la pian și a înregistrat pe un casetofon piesa pentru a evita uitarea acesteia.
McCartney a fost îngrijorat de faptul că ar putea prin subconștientul său să plagieze lucrarea altcuiva (fenomen cunoscut și sub numele de criptomnezie), precizând faptul că: „Într-o perioadă de o lună am fost la mai mulți oameni din domeniul muzicii pe care i-am întrebat dacă au mai auzit de melodie. Devenind ceva asemănător cu faptul când ai da ceva poliției. Mi-am zis că dacă nimeni nu a precizat faptul că deține melodia pot să o lansez sub numele formației.”
Fiind convins că nu a plagiat piesa nimănui, McCartney a început să scrie versurile acesteia. Deși Lennon și McCartney lucrau la o piesă intitulată „Scrambled Eggs”, formația a folosit acest titlu până a găsit ceva mai adecvat melodiei. În biografia sa, McCartney reamintește faptul că atunci când se ducea la muzicieni aceștia îi spuneau: „Nu este a mea, este minunată și sunt sigur că e creația ta”. Lui McCartney i-a trebuit ceva timp pentru a susține faptul că este melodia sa până când a zis „Bine, este a mea!” dar nu avea versuri, iar pentru titlu McCartney folosind „Scrambled Eggs”.
În timpul creării videcolipului Help!, un pian a fost plasat pe platourile de filmare, McCartney dorind să profite de această ocazie pentru a interpreta piesa „Scrambled Eggs”. Richard Lester nefiind de acord cu acest lucru i-a zis lui McCartney că ori acesta va compune versurile ori pianul va fi scos din videoclip.
În timpul unui turneu din anul 1964 din Franța, McCartney a precizat faptul că el a compus piesa și că nu a fost lansată până în vara anului 1965.